# ترینیتاپولی
ترینیتاپولی (به ایتالیایی: Trinitapoli) یک کومونه در ایتالیا است که در استان بارلتا-آندریا-ترانی واقع شده‌است.

## خصوصیات
ترینیتاپولی ۱۴۷٫۶۲ کیلومترمربع مساحت و ۱۴٬۴۲۶ نفر جمعیت دارد.